# Iglesia de San Román (Sevilla)
La iglesia de San Román situada en la plaza del mismo nombre en Sevilla (Andalucía, España) es uno de los templos más antiguos de la ciudad, que data de 1356. Se encuadra dentro de las denominadas iglesias gótico-mudéjares.

## Historia
Se trata de una de las veinticuatro parroquias en las que quedó dividida Sevilla tras ser conquistada en el año 1248 por el rey Fernando III. En 1356, el arzobispo Nuño mandó que se reedificase la iglesia existente de San Román, probablemente debido a los daños causados por el terremoto de ese año que causó graves daños en la ciudad. Por sus características y tipología constructivas pertenece al grupo de las iglesias gótico-mudéjares de esta ciudad. 
Aunque efectivamente contiene muchos de los elementos característicos de este tipo de iglesias medievales, su conjunto fue -como tantas otras de esta época en Sevilla- modificado durante el siglo XVII y también en el siglo XVIII. Quedó destruida a consecuencia de los daños causados por socialistas y comunistas en el verano del año 1936, perdiéndose las dos imágenes de la Hermandad de los Gitanos: Nuestro Padre Jesús de la Salud y la Virgen de las Angustias, ambas atribuidas a José Montes de Oca.
Restaurada en 1948. A partir de 1991 fue sometida una vez más a nuevas restauraciones siendo abierta de nuevo al culto en el año 2004 tras una rehabilitación integral que ha llevado incluso a dejar al descubierto su portada lateral a la calle Enladrillada, antes oculta tras una edificación sin interés y que fue eliminada.

## Iglesia

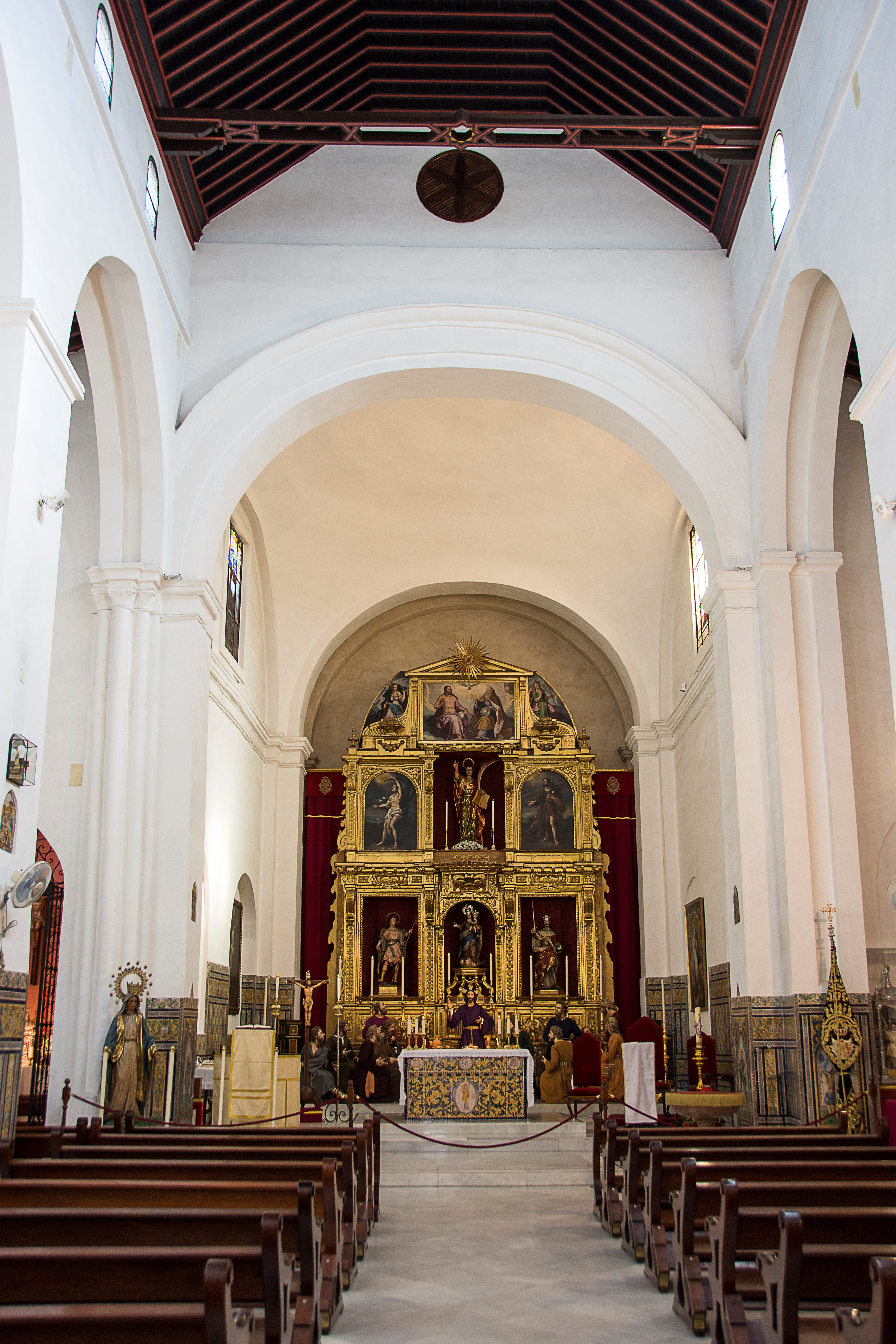
Interior y retablo de la Iglesia de San Román.

El interior de la iglesia está organizada en tres naves longitudinales, siendo la central más ancha y alta que las dos laterales, separadas por pilares de sección rectangular. Esta organización de las naves interiores queda reflejada claramente en el exterior con la característica silueta escalonada de su frente principal, a los pies de la iglesia, perfectamente simétrica y con sus muros acabados en pendientes a ambos lados.
Estas pendientes son consecuencia de su sistema de cubiertas, resuelta en la nave central con la clásica armadura de madera a dos aguas, con tirantes horizontales adornados con lacería geométrica en su base creados para arriostrar los dos muros longitudinales interiores. A una altura más baja, las naves laterales también se cubren con vigas de madera, en estos casos inclinadas a una sola agua. La notable diferencia de altura entre la nave central y las dos laterales es aprovechada para abrir sobre la primera una serie de ventanas ojivales a ambos lados, de modo que esta iglesia resulta de las más luminosas de su estilo. 
Destaca de su fachada la portada de piedra, fuertemente abocinada, formada por arquivoltas de arcos apuntados que aparecen enmarcadas en un marco rectangular algo saliente de la fachada y protegido superiormente por el habitual tejaroz sobre canecillos. Sobre esta portada existen dos óculos, uno primero de gran tamaño y otro menor sobre él, caso excepcional en este tipo de templos. 
A los lados de esta portada existen dos pequeñas ventanas de estilo mudéjar que aparecen cobijadas por arcos polilobulados y enmarcadas por alfiz, y también dos óculos más para la iluminación natural de las naves laterales. Bajo ellos hay dos cerámicas donde se representan a las figuras de San Román y Santa Catalina, titulares de esta iglesia parroquial.
La torre, situada a los pies, presenta un campanario barroco realizado entre 1702 y 1707 que fue construido José Tirado y Juan Gómez. Tiene sus cuatro frentes flanqueados entre parejas de columnas salomónicas; se corona por menudos pináculos cerámicos y se remata por un empinado chapitel de base poligonal revestido por azulejería en color azul cobalto.

### Restauración
Tras el incendio provocado en 1936 desapareció su antiguo retablo mayor en el cual se veneraba la imagen de San Román, así como la escultura de la "Virgen de la Granada", obra de Roque Balduque de la segunda mitad del siglo XVI que se encontraba ubicada en la Capilla Sacramental, que quedó destruida. 
El actual retablo mayor es una obra de gran interés tanto por su historia como por su calidad artística, y está compuesto por restos de otros dos. Así, el ático fue contratado por Diego López Bueno para el antiguo retablo del Hospital de San Hermenegildo y en él aparecen tres pinturas sobre tabla -la Trinidad en el centro y la Fortaleza y la Templanza a los lados- realizadas en 1603 por el pintor Alonso Vázquez; mientras que los cuerpos principales pertenecieron a otro retablo de finales del siglo XVII o principios del XVIII, de autor desconocido. El proceso de restauración del conjunto tuvo que someterse a los lógicos problemas de traslado y ajustes a su nuevo lugar de ubicación, con la consiguiente preparación de la estructura previa capaz de facilitar el acceso para su mantenimiento y conservación.

## Hermandades
En esta templo residió entre 1888 y 1993 la Hermandad de los Gitanos de Sevilla, que tras la última restauración pasó a su sede de la El Santuario de los gitanos.